# Eurystomina minutisculae
Eurystomina minutisculae är en rundmaskart som beskrevs av Benjamin G. Chitwood. Eurystomina minutisculae ingår i släktet Eurystomina och familjen Eurystominidae. Inga underarter finns listade i Catalogue of Life.